# Le case di Mosul
Le case di Mosul è un singolo del gruppo musicale italiano The Sun, primo estratto dell'album Cuore aperto. La canzone sarà inclusa nella raccolta 20.
Nel 2016 il brano è stato candidato al premio Voci per la libertà - Una canzone per Amnesty promosso da Amnesty International Italia.

## Descrizione
La canzone parla della guerra e della libertà religiosa, focalizzandosi sulla persecuzione dei cristiani in Medio Oriente. Prende spunto dall'assassinio del professor Mahmoud Al'Asali, studioso del Corano, che fu ucciso dall'ISIS davanti ai suoi studenti perché testimoniava la sua contrarietà alla persecuzione contro le minoranze cristiane. Trae inoltre ispirazione dal libro La guerra dei nostri nonni di Aldo Cazzullo. Il titolo si riferisce alla città di Mosul, caduta in mano ai jihadisti nel 2014. Il brano diventa più in generale un'occasione per riflettere sulle battaglie della vita combattute inutilmente, sui futili pretesti per attaccarsi e sulla gratuità della morte.

## Tracce
Testi di Francesco Lorenzi, musiche di Francesco Lorenzi, Maurizio Baggio.
1. Le case di Mosul – 3:42

## Video musicale
Un videoclip del brano è stato pubblicato insieme all'uscita del singolo. Il video è stato diretto da Andrea Scorzoni e mescola foto e filmati ad animazioni e computer grafica. Questo sarà poi inserito nel DVD presente nell'edizione deluxe di Cuore aperto.

## Formazione
Formazione come da libretto.
The Sun
- Francesco "The President" Lorenzi – voce, chitarra acustica, chitarra elettrica
- Gianluca "Boston" Menegozzo – chitarra solista, cori
- Matteo "Lemma" Reghelin – basso, cori
- Riccardo "Trash" Rossi – batteria

Musicisti aggiuntivi
- Mario Cornioli – cori[16]

## Riconoscimenti
Voci per la libertà - Una canzone per Amnesty
| Anno | Premio                              | Risultato   |
| ---- | ----------------------------------- | ----------- |
| 2016 | Premio Amnesty International Italia | Candidato/a |